# Siegfried Passarge
Siegfried Passarge (Königsberg, 1867 — Bremen, 1958) va ser un geògraf alemany. Va dedicar els seus estudis a la geomorfologia i va fer diversos viatges d'estudis a l'Àfrica i Amèrica i va ser professor de geografia a la Universitat d'Hamburg. Durant l'ascens del Partit Nazi va mostrar les seves simpaties al nou règim i va publicar diverses teories de geografia racial.

## Obres
- Adamaoua (1895)
- Kalahari (1904)
- Die Grundlagen der Landschaftskunde (‘Els fonaments dels paisatges geogràfics', 1919-1920)